# Мините на страстта
Мините на страстта (на испански: Minas de pasión) е мексиканска теленовела, режисирана от Хуан Карлос Муньос, Хорхе Роблес и Маноло Фернандес и продуцирана от Педро Ортис де Пинедо за ТелевисаУнивисион през 2023 г. Версията, разработена от Бетел Флорес, е базирана на американската испаноезична теленовела Господарката, адаптирана от Валентина Парага въз основа на венецуелската оригинална история от Хосе Игнасио Кабрухас и Хулио Сесар Мармол.
В главните роли са Ливия Брито и Освалдо де Леон, а в отрицателната – Анет Мишел. Специално участие взема Сесар Евора.

## Сюжет
Емилия Санчес е смела жена, самотна майка, която работи усилено, за да осигури и защити семейството си в красивия град Сан Лоренсо. Тя има здрави семейни ценности и добро сърце, но собственичката на мината, в която работи, Роберта Виямисар е зла и отмъстителна жена. Леонардо Сантамария е милионер, който се влюбва в Емилия, но неговата мащеха Роберта е враг на Емилия и няма да се спре пред нищо, за да попречи на Емилия да разкаже на света за всички проблеми в мината.

## Актьори
- Ливия Брито – Емилия Санчес
- Освалдо де Леон – Леонардо Сантамария
- Анет Мишел – Роберта Кастро де Виямисар
- Алехандро Камачо – Хулиан Санчес
- Синтия Клитбо – Сайра Перес
- Кариме Лосано – Алейда Сервантес
- Силвия Саенс – Сара Кинтана
- Родриго Мурай – Адалберто Кинтана
- Карлос Гатика – Себастиан Мартинес
- Родриго Бранд – Данило Бетанкур
- Омар Херменос – Фидел Ролдан де ла Фуенте
- Майра Рохас – Хоакина Кастро
- Алма Серо – Джиджи Кинтана
- Лиси Мартинес – Дженифър Кинтана
- Мойсес Пенялоса – Орландо Ролдан
- Адолфо де ла Фуенте – Маурисио Сантамария
- Мишел Ороско – Мириам Гарсия
- Мелиса Лий – Фатима
- Артуро Посада – Есекиел
- Присила Солорио – Флор
- Икер Гарсия – Николас Санчес Гусман
  - Андрес Руанова – Николас (6-годишен)
- Едуард Кастийо – Гаел Санчес Перес
  - Лукас Уркихо – Гаел (млад)
- Валерия Бургос – Мария Хосе Виямисар
  - Ариана Вал – Мария Хосе (млада)
- Сесар Евора – Игнасио Виямисар

## Премиера
Премиерата на „Мините на страстта“ е на 21 август 2023 г. по Las Estrellas. Последният 107 епизод е излъчен на 14 януари 2024 г.
| Година | Излъчване              | Брой епизоди | Премиера       | Премиера         | Финал          | Финал            |
| Година | Излъчване              | Брой епизоди | Дата           | Зрители (в млн.) | Дата           | Зрители (в млн.) |
| ------ | ---------------------- | ------------ | -------------- | ---------------- | -------------- | ---------------- |
| 2023   | понеделник-петък 18:30 | 107          | 21 август 2023 | 4.8              | 14 януари 2024 | 3.2              |

## Продукция

### Разработване
През март 2023 г. е съобщено, че ТелевисаУнивисион ще създаде римейк на американската теленовела от 2013 г. Господарката, като Педро Ортис де Пинедо е избран за изпълнителен продуцент. На 11 май 2023 г. Де Пинедо обявява, че Мините на страстта е официалното заглавие на теленовелата. На 16 май 2023 г. теленовелата е обявена в предварителния преглед на компанията за телевизионния сезон 2023–24. Записите на теленовелата започват на 25 май 2023 г.

### Кастинг
На 24 март 2023 г. е обявено, че Освалдо де Леон ще изпълнява главната роля. На 14 април 2023 г. Алехандро Камачо се присъединява към актьорския състав. На 12 май 2023 г. е обявено, че Ливия Брито ще играе заедно с Де Леон и е публикуван обширен списък с герои и актьорски състав. Първоначално е обмисляна Ариадне Диас за главната роля, но тя отказва заради лични причини.

## Версии
- Господарката, венецуелска теленовела от 1984-1985 г., продуцирана от Нарди Фернандес за VTV, с участието на Аманда Гутиерес, Даниел Алварадо и Мария Кристина Лосада.
- Господарката, американска теленовела от 2013 г., продуцирана от Габриела Валентан за Телемундо, с участието на Арасели Арамбула, Хорхе Луис Пила и Кристиан Бах.